# Apfelallee 21 (München)

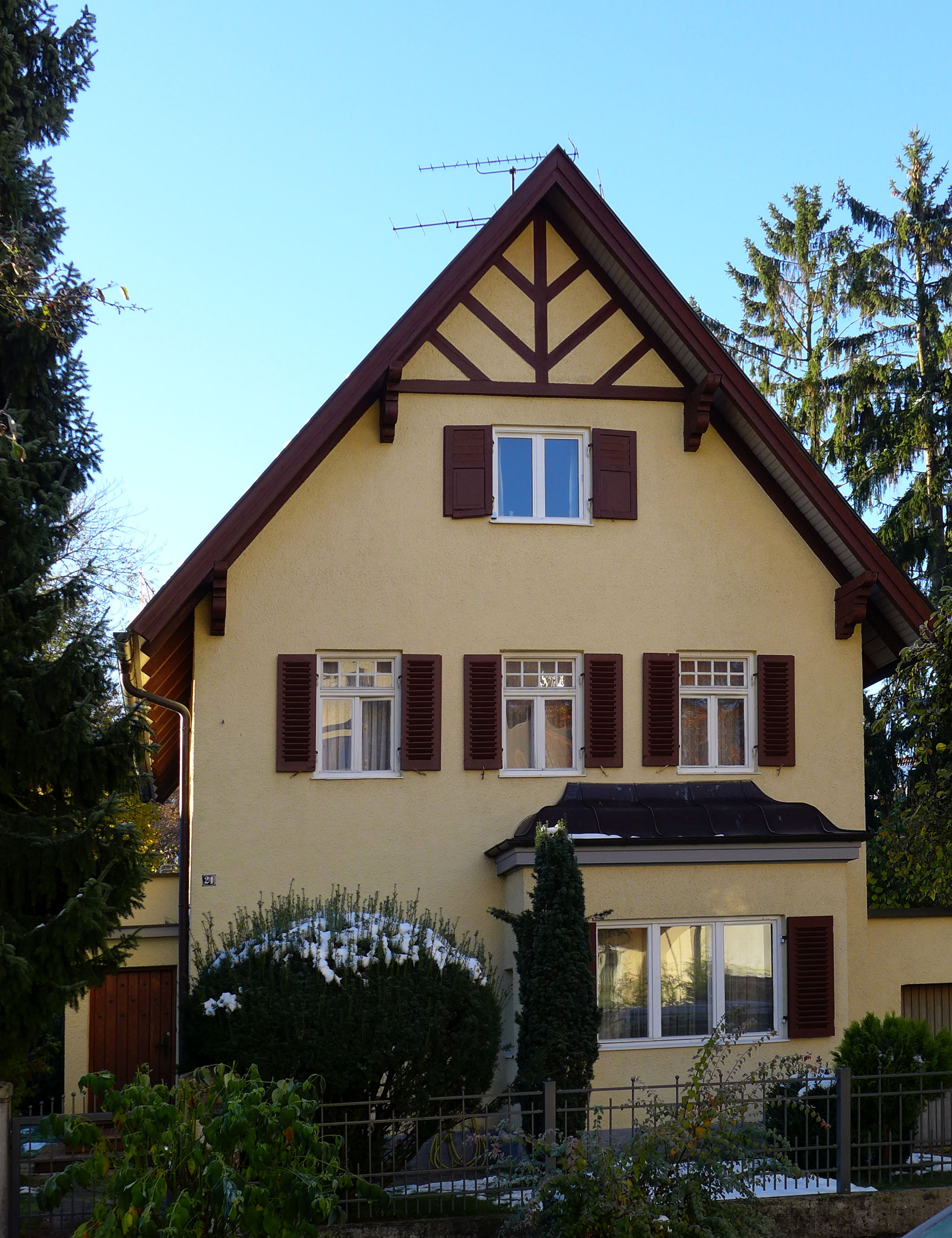
Villa Apfelallee 21 im Stadtteil Obermenzing von München

Das Gebäude Apfelallee 21 im Stadtteil Obermenzing der bayerischen Landeshauptstadt München wurde 1898 errichtet. Die Villa in der Apfelallee ist ein geschütztes Baudenkmal.
Der zweigeschossige Bau wurde nach Plänen des Büros von August Exter, das viele weitere Häuser der Villenkolonie Pasing II entwarf, errichtet. Das Haus mit steilem Satteldach besitzt einen Erker im Erdgeschoss und eine Fachwerkdekoration in der Giebelspitze.